# Дневники няни
«Дневники няни» (англ. The Nanny Diaries) — художественный фильм с участием Скарлетт Йоханссон, экранизация бестселлера Николы Краус и Эммы Маклафлин о молодой девушке, работающей няней в богатом нью-йоркском семействе. Премьера фильма в США была назначена на начало марта 2007 года, потом была отложена на 13 сентября. В свет фильм вышел 24 августа.

## Сюжет
Энни после окончания колледжа вынуждена пойти работать няней в семейство «Х», где миссис Х (Лора Линни) — бесчувственная и порой жестокая особа, относящаяся к своему ребёнку как к аксессуару, мистер Х (Пол Джаматти) — трудоголик, который изменяет жене и никак не следит за воспитанием сына, а сам ребёнок, Грэйер — 5-летний избалованный мальчик, за которым невозможно уследить.
Как и в книге, у героини завязывается романтическое знакомство с персонажем по прозвищу Гарвардский красавчик (англ. Harvard Hottie) — Крис Эванс). Но, в отличие от литературной основы, в сюжете присутствует близкая подруга Энни — Линетт (Алиша Киз).

## В ролях
| Актёр              | Роль                      |
| ------------------ | ------------------------- |
| Скарлетт Йоханссон | Энни Брэдок               |
| Николас Арт        | Грэйер                    |
| Лора Линни         | Миссис Х                  |
| Пол Джаматти       | Мистер Х                  |
| Крис Эванс         | Хэйдан/Парень из Гарварда |
| Бранд Родерик      | Таня                      |
| Алиша Киз          | Линетт                    |
| Донна Мёрфи        | Джуди Брэдок              |